# Quindeciljard
Quindeciljard är talet 1093 i tiopotensnotation, och kan skrivas med en etta följt av 93 nollor, alltså
1 000 000 000 000 000 000 000 000 000 000 000 000 000 000 000 000 000 000 000 000 000 000 000 000 000 000 000 000 000 000 000.
Ordet quindeciljard kommer från det latinska prefixet quindeca- (femton) och med ändelse från miljard.
En quindeciljard är lika med en miljon quattuordeciljarder eller en miljondel av en sexdeciljard.
En quindeciljarddel är 10−93 i tiopotensnotation.